# 石板滩站
石板滩站是位于四川省成都市新都区石板滩街道的一个铁路车站，邮政编码为610511。车站建于1952年，有成渝铁路、遂成铁路经过该站，距离成都站19公里，距离成都东站17公里。车站隶属成都铁路局成都北车站，是二等站，现仅办货运业务，不办理客运业务。本站因其经停列车数量大、密度大、方向多而成为成都局管内最繁忙的中间站之一。